# 러브 레터 (1995년 영화)
《러브 레터》(영어: Love Letter)는 1995년 개봉한 일본의 로맨스 드라마 영화이다. 나카야마 미호와 도요카와 에츠시가 주연을 맡았다. 잘못 배달된 연애편지로 시작되는 눈 덮힌 오타루시와 고베시를 무대로 한 러브스토리이다. 드라마나 광고에서 활동하던 이와이 슌지의 첫 장편영화이다.
1999년에 한국과 대만 등에서도 개봉했는데, 한국에서 큰 인기를 얻어 "잘 지내고 있나요?"라는 의미의 극중 대사인 "오겡키데스까?"(お元気ですか?)란 말이 유행하기도 했다.

## 작품소개
죽은 연인을 잊지 못하는 한 여자와 그 연인과 동명인 중학교 동창이 편지를 주고 받으면서 일어나는 일들을 바탕으로 그리움과 첫사랑에 대한 이야기를 다루고 있다.

## 출연진
- 나카야마 미호: 와타나베 히로코/ 후지이 이츠키(여)
- 사카이 미키: 후지이 이츠키(여) 중학생[1] 역
- 도요카와 에츠시: 아키바 시게루
- 가시와바라 다카시: 후지이 이츠키(남) 중학생 역[2]
- 시오미 산세이: 카지오야지 역 - 불여우 아저씨
- 한 분자쿠[3]: 후지이 아키코 역 - 이츠키의 어머니(여)
- 카가 마리코: 후지이 야스요 역 - 이츠키의 어머니(남)
- 타구치 토모로오: 후지이 신키치 역 - 이츠키의 아버지(여)
- 미츠이시 켄: 아베카스 역
- 나카무라 쿠미: 하마구치 역 - 학교 담임 선생님
- 스즈키 란란: 오이카와 사나에 역
- 스즈키 케이이치: 후지이 세이이치 역 - 이츠키의 아버지(남)
- 시노하라 카츠유키: 후지이 츠요시 역 - 이츠키의 할아버지(여)
- 우메다 카즈히로: 우편배달부 역
- 오사다 에미코: 도서관 사서 역 - 이츠키(女)의 친구
- 오구리 카오리: 스즈미 역
- 와타루 텟페이: 요시다 역
- 고토 나오키: 오토모 역
- 사카이 토시야: 택시 기사 역
- 야마구치 시후미: 아베 카츠의 부인 역
- 후지무라 치카: 도서위원 하루카 역
- 이치카와 사키: 도서위원 케이코 역
- 하야시 미에: 도서위원 마리 역
- 타카하라 유우: 도서위원 유코 역
- 소노다 아키코: 도서위원 아야 역
- 키무라 아야: 도서위원 토모카 역

## 한국판 성우진(SBS, 2004년 1월 18일)
- 윤여진 - 여자 이츠키(나카야마 미호/사카이 미키)
- 이선 - 히로코(나카야마 미호)
- 표영재 - 남자 이츠키(카시와바라 다카시)
- 오인성 - 아키바(토요카와 에츠시)
- 박상일 - 여자 이츠키의 할아버지(시노하라 카츠유키)
- 유명숙 - 남자 이츠키의 엄마(카가 마리코)
- 신흥철 - 불여우 아저씨(시오미 산세이)
- 윤소라 - 여자 이츠키의 엄마(한 분자쿠), 하마고치 선생님(나카무라 쿠미)
- 이종혁 - 남자 이츠키의 아빠(스즈키 케이지), 여자 이츠키의 고모부(미츠이시 켄)
- 전광주 - 아키바의 친구(와타루 아리타)
- 신소윤 - 오카와(스즈키 란란), 여자 이츠키의 친구(에미코 오사다)
- 사성웅 - 이카바의 친구(고토 나오키), 우체부(우메다 카즈히로)
- 김창기 - 운전 기사(시카이 토시야)
- 조예신 - 아키바의 후배(카오리 오구리)
- 국승연 - 학생(후지무라 치카)

## OST
- 오리지널 사운드 트랙: 레이미 (킹레코드)
- 이미지 송: 더 필로우즈 〈걸 프렌드〉 (ガールフレンド, 킹레코드)

## 수입사
- 한국영상투자개발 (1999년)
- 조이앤시네마 (2013년~2022년)
- 왓챠 (2025년)